# Recife (1849)
La corbeta a vapor Recife fue un navío de la Armada del Imperio del Brasil que sirvió en la Guerra de la Triple Alianza. 

## Historia
Primera embarcación de la marina brasileña en llevar ese nombre en homenaje a la ciudad de Recife, capital del estado de Pernambuco, fue construida en los astilleros de Ponta da Areia, Río de Janeiro y botada el 29 de septiembre de 1849, incorporándose a la armada imperial 7 de noviembre de 1850 al mando del teniente 1° Tomas da Cunha Vasconcelos.
La Recife era una corbeta impulsada por una máquina de vapor con una potencia de 150 HP que accionaban dos ruedas laterales. 
Su eslora era de 50.59 m, manga de 7.01 m, puntal de 4.15 m. 
Montaba 2 culebrinas Paixhans de calibre 30 y 2 carronadas de a 30. 
El 17 de diciembre de 1851 al mando del capitán Antônio Francisco da Paixão integró la escuadra que al mando de John Pascoe Grenfell forzó el Paso del Tonelero sobre el río Paraná, primera batalla naval de las naciones participantes en las que se utilizaron buques de guerra a vapor. La escuadra brasileña estaba además compuesta de la fragata a vapor Dom Afonso, la corbeta a vapor Dom Pedro II, el vapor Dom Pedro, las corbetas Dona Francisca y União y el bergantín Calíope. La operación estaba destinada a transportar una división del Brasil que iba a reunirse con el ejército que preparaba el general Justo José de Urquiza para derrocar a Juan Manuel de Rosas.
Al producirse la Invasión Brasileña de 1864 al Uruguay, la Recife actuó como transporte de tropas y pertrechos al frente del río Uruguay. 
El 4 de diciembre de 1864 integró junto a las corbetas Belmonte y Paranahiba y las cañoneras Ivahy y Araguaia, la división que al mando del almirante Joaquim Marques Lisboa, Barón de Tamandaré, desembarcó las fuerzas brasileñas que iniciaron el sitio de Paysandú
En esa oportunidad trasladó un contingente de fusileros de la Infantería de Marina que al mando de los tenientes Da Silva Freitas y Antônio Manoel Perdigão Fernandes desembarcó en vanguardia al sur de Paysandú. 
Permaneció en el área apoyando las operaciones del sitio hasta la caída de la plaza el 2 de enero de 1865.

### Paso de Curupayty

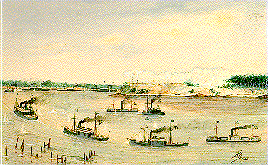
Pasaje de Curupayty

Iniciada la Guerra del Paraguay la Recife operó inicialmente como transporte.  
Finalizada la Batalla de Curuzú (3 de septiembre de 1866) la flota aliada se concentró frente al fuerte capturado controlando el curso inferior del Río Paraguay y alistándose para el asalto a la siguiente posición paraguaya cerrando el camino a Asunción del Paraguay, el Fuerte de Curupayty.
Tras la sangrienta e infructuosa Batalla de Curupayty (22 de septiembre de 1866) siguió un largo período de inactividad. 
Bartolomé Mitre que se había visto obligado por las guerras civiles a ausentarse en febrero de 1867, se reintegró al frente el 1 de agosto y presionó para forzar el paso de Curupayty mientras el ejército cerraba el cerco por tierra. El almirante brasileño Joaquim José Inácio de Barros consideraba la operación en extremo arriesgada por temor a las baterías paraguayas e innecesaria por juzgar que el flanqueo y cerco terrestre serían suficientes. 
Mitre impuso finalmente su posición dejando al arbitrio del almirante la organización y ejecución de la operación. 
Inácio designó para forzar el pasaje a los encorazados Brasil (buque insignia), Tamandaré, Colombo, Mariz e Barros, Cabral, Barroso, Herval, Silvado y Lima Barros, llevando a remolque las chatas acorazadas Cuevas, Lindóia y Riachuelo. 
Una segunda división compuesta por las cañoneras Ipiranga, Yguatemy, Majé, Parnahyba, Beberibé y Recife, y las bombarderas Pedro Afonso y Forte de Coimbra ocuparían la posición inicial de los encorazados y bombardearían las baterías de Curupayty cubriendo el avance. 
En las primeras horas de la mañana del 15 de agosto de 1867, la segunda división inició el bombardeo, dejando caer sobre las fortificaciones de Curupayty 665 proyectiles de artillería pesada. A las 6:00 la división encabezada por el Brasil levó anclas y marchó aguas arriba sin preocuparse de las descargas de la artillería y fusilería paraguayas.
Las bajas y daños fueron escasos. El más afectado fue el Tamandaré cuando una bala perforó el condensador de su máquina dejándolo inerte frente a las baterías paraguayas.
Después de dos horas la división imperial había forzado exitosamente el paso y echaba anclas entre la fortaleza de Curupayty y la de Humaitá formando en dos líneas, la de vanguardia compuesta por el Silvado, Cabral, Lima Barros y Barroso y dando frente a Curupayty el Tamandaré, Colombo, Brasil, Herval y Mariz e Barros.

### Acciones posteriores
Durante el resto del conflicto continuó sirviendo como transporte. 
Finalizada la guerra regresó a su país pasando como estacionaria en Pernambuco. Al estallar el conflicto entre la Iglesia católica y la masonería en 1872, la llamada «Questão Religiosa», la Recife fue la responsable de trasladar detenido a Río de Janeiro al obispo de Olinda Fray Vital Maria Gonçalves de Oliveira.
Estacionaria nuevamente en Pernambuco, pasó a servir como sede de la escuela de aprendices marineros (Companhia de Aprendizes-Marinheiros) hasta 1880 cuando fue dada de baja del servicio y vendida en pública subasta.